# Paola Tabet
Paola Tabet (Pisa, 1935) è un'antropologa italiana.
Ha insegnato antropologia all'Università di Siena e all'Università della Calabria ed è una delle più importanti rappresentanti dell'antropologia femminista, così come del femminismo materialista.

## Biografia
Paola Tabet nacque in una famiglia di intellettuali comunisti, alcuni dei quali emigrarono negli Stati Uniti di fronte al fascismo e alle leggi razziali di Mussolini. Trascorse la sua infanzia a Manhattan e tornò in Italia con la sua famiglia dopo la seconda guerra mondiale. Venne educata secondo gli ideali antirazzisti e comunisti, e fin dall'adolescenza prese parte all'organizzazione dei giovani comunisti. Tuttavia la rivoluzione ungherese del 1956 e un soggiorno di sei mesi in Russia posero fine alla sua fedeltà comunista. Ciò la portò successivamente a evitare qualsiasi organizzazione politica.
Filologa di formazione, inizialmente si interessò a tutto ciò che includeva il folclore, come racconti, canzoni e scritti popolari, e svolse ricerche sul campo, in particolare sulla parentela in Calabria. Perdendo gradualmente il suo interesse per questa ricerca, lasciò l'università a cavallo degli anni '70, divorziò e partì per la Tunisia, dove incontrò un gruppo hippie della West Coast americana il cui modello antiautoritario e la vita collettiva al di fuori della famiglia e della stabilità di coppia la incoraggiarono a crescere i suoi figli gemelli, con i quali visse per alcuni anni in altre comunità hippie in Italia. Qui si confrontò con le relazioni di genere più tradizionali e con l'omofobia, il ché la spinse a lavorare sulle disuguaglianze tra i sessi e a tornare all'università per studiare antropologia, colpita soprattutto dalla scoperta dell'opera di Lévi-Strauss. Ricevette una borsa di studio e poi un posto di ricercatore presso l'Università di Pisa dove, spinta da un ideale di antropologia femminista, fondò un think tank femminista universitario e intraprese lo studio sulla divisione sessuale del lavoro e degli strumenti.
Fu in seguito a questa prima ricerca che scoprì intorno al 1978 la rivista Questions féministes all'École des hautes études en sciences sociales. Qui incontrò Nicole-Claude Mathieu, Christine Delphy, Colette Guillaumin e Monique Wittig, con le quali condivise una grande complicità intellettuale, e che divennero le sue principali collaboratrici di ricerca.
Nel 1979 scrisse il suo primo articolo intitolato La main, les outils, les armes, dove analizza l'importanza della divisione sessuale del lavoro che per lei è il fondamento del dominio degli uomini sulle donne. Nota che in diverse società studiate, armi e strumenti sofisticati sono riservati agli uomini, mentre le donne devono accontentarsi di strumenti rudimentali o delle loro mani nude, il ché le costringe a lavorare a lungo perché inefficienti, monotone e ripetitive, e impediscono loro, a differenza degli uomini, dall'avere tempo libero per attività politiche, religiose o artistiche. Sostiene che "questa espropriazione del tempo delle donne è un aspetto fondamentale del loro sfruttamento" che persiste nelle società attuali con un accesso più difficile alla conoscenza o alle discipline scientifiche. Inoltre chiede di esplorare le ragioni e i meccanismi che hanno permesso questa esclusione delle donne dalla sfera tecnica.
Tabet fu scossa dalla brutalità delle sue scoperte e inizialmente esitò ad affrontare il tema della riproduzione. Lavorò per due anni sui limiti del lavoro intellettuale delle donne, ma poi decise di intraprendere una ricerca sulla riproduzione, che percepiva come una questione centrale. Ne conseguì la pubblicazione dell'articolo Fertilité naturelle, reproduction forcée nel 1985.
I risultati delle sue ricerche sulla riproduzione costituiscono lo spunto per una riflessione sulla divisione sociale tra donne buone (mogli, madri) e donne stigmatizzate (puttane, donne di piacere), e sulla costruzione sociale della sessualità delle donne: inizia quindi il suo lavoro su quelli che designa come scambi economico-sessuali. Dopo la pubblicazione dell'articolo Du don au tarif: les relations sexuelles impliquant une compensationnel del 1987 intraprese una ricerca sul razzismo basandosi in particolare sulle tesi di Colette Guillaumin sui legami tra sessismo e razzismo e sulle risposte di 8.000 bambini delle scuole elementari in Italia ai quali era stato chiesto di riflettere sull'ipotesi "E se i miei genitori fossero neri?". Il risultato di questa ricerca portò alla pubblicazione del libro La pelle giusta nel 1997, di forte impatto in Italia.
Durante la sua carriera lavorò in particolare con Jeanne Favret-Saada, Josée Contreras (che tradusse tutti i suoi testi in francese dal 1987), Nicole Échard e Gail Pheterson. Tutti ebbero un'influenza importante sul suo lavoro.
Il gruppo della rivista Questions féministes rimase il suo punto di riferimento per tutta la sua carriera, e la stessa Paola Tabet divenne una figura del femminismo materialista. Ebbe pochi contatti con gli accademici italiani, che generalmente la consideravano una femminista francese. Tabet spiega questa situazione con il fatto che all'inizio della sua carriera si identificava poco con il femminismo della differenza che predominava in Italia, e con le sue stesse condizioni di vita che la isolavano parzialmente dal mondo accademico.

## Ambiti di ricerca
Paola Tabet si è occupata principalmente di relazioni di genere e razzismo. Dalle sue ricerche sulla divisione sessuale del lavoro, sulla riproduzione e sulla sessualità sono stati pubblicati diversi articoli e libri, molti dei quali sono stati tradotti in francese. Dal 2006 fa parte del comitato scientifico della rivista femminista ProChoix.

### Scambio economico-sessuale
Il concetto di scambio economico-sessuale formalizzato da Paola Tabet nel 1987 consente lo studio della sessualità femminile in un sistema patriarcale:
(Paola Tabet, La grande arnaque. Sexualité des femmes et échange économico-sexuel)
Tabet critica anche la definizione tradizionale e presumibilmente universale di prostituzione. Il termine "puttana" o "prostituta" non è sempre legato al sesso a pagamento: ad esempio nella tradizione ebraica viene qualificata come “prostituta" qualsiasi donna che abbia rapporti sessuali extraconiugali, o secondo alcuni giuristi dell'Ancien Régime qualsiasi donna che si conceda a più uomini, anche gratuitamente, o ancora nelle comunità manus in Nuova Guinea qualunque donna che violentasse i prigionieri di guerra. Per Paola Tabet il concetto di prostituzione non si riferisce tanto alla venalità, quanto "all'uso della sessualità femminile al di fuori e contro le strutture di scambio femminile".

## Pubblicazioni
- La construction sociale de l’inégalité des sexes. Des outils et des corps, Éditions L'Harmattan, 1998, ISBN 978-2-7384-6773-7.
- La grande arnaque, traduzione di Josée Contréras, Éditions L'Harmattan, 2004, ISBN 978-2-7475-7672-7.
- (FR) Les doigts coupés, Éditions La Dispute, 2018, ISBN 978-2-84303-283-7.
- La pelle giusta, Einaudi, 1997, ISBN 978-88-06-14538-5.